# Lista de bispos da diocese de Lugo

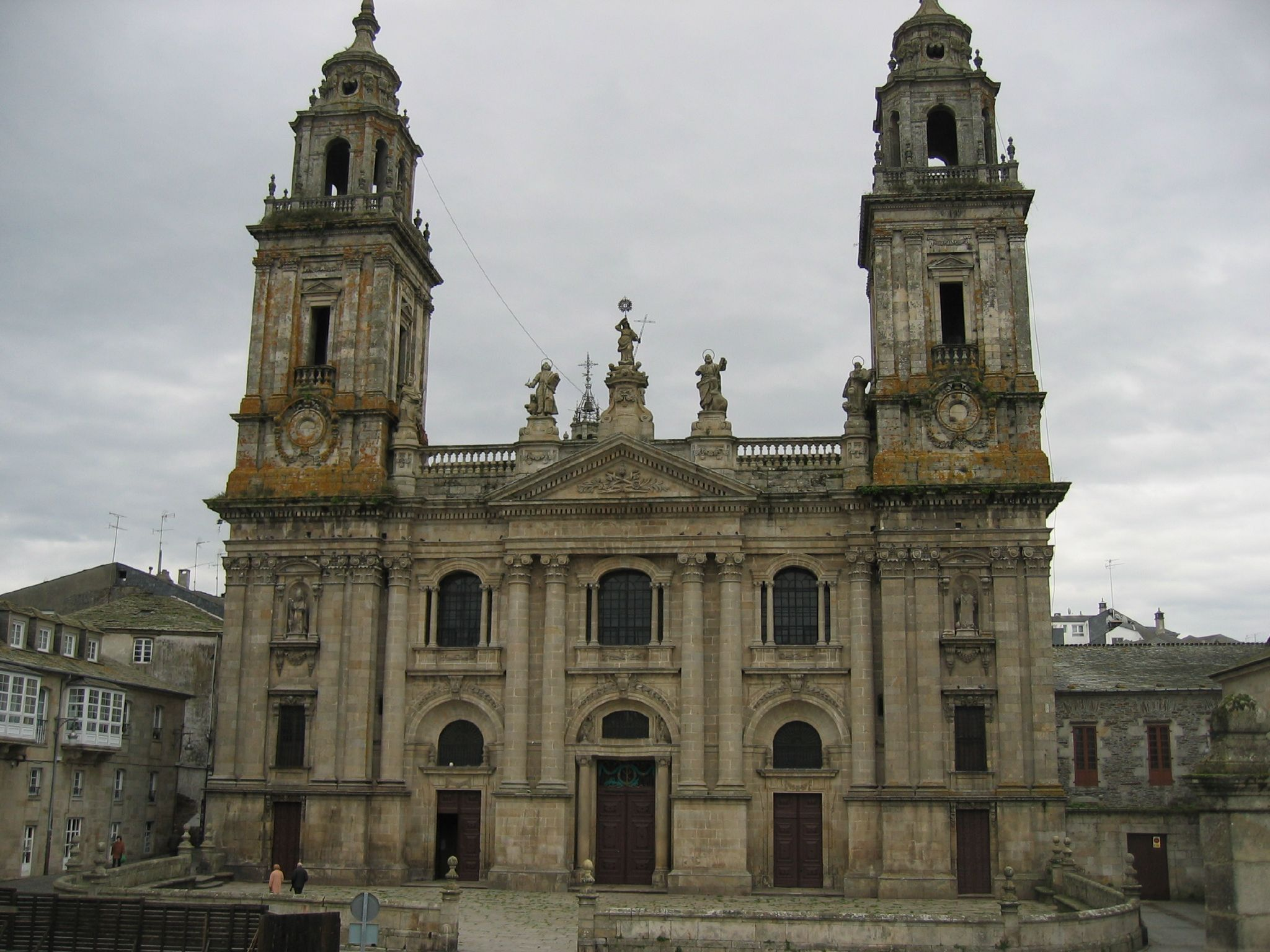
Fachada da Catedral de Lugo.

Este anexo é composto por uma lista dos bispos da Diocese de Lugo, Lugo, cidade galega, capital da Província de Lugo.

## Lista
- São Capitão
- Agréscio (ca 433).
- Nitíxio, Nitixis, Nitixisio ou Nitixesio (ca. 570-ca. 585).
- Becila (ca. 589).
- Vascônio (ca.  633 a 646).
- Hermenfredo/Hermenexildo (desde 653 a 656).
- Rectóxenes (ca. 657).
- Eufrásio (ca. 681 até 688).
- Potencio (ca. 695).
- Odoário (ca. 750 - ca. 780).
- Adulfo (ca. 832).
- Gladilano (842/850- ca. 861).
- Froilão (ca. 875-883).
- Flaviano ou Flaiano (883 - ca. 885).
- Recaredo (ca. 885-923/4).
- Ero (924-941).
- Gonçalo/Gudesteo (942-950).
- Hermenexildo II. (950-985).
- Paio (985- ca. 1000).
- Diego (ca. 1017).
- Suário (ca. 1022).
- Pedro I (ca. 1022-1058).
- Maurelo (1058-1060).
- Vistrário (1060-1086).
- Amor (1088-1096).
- Pedro II. (1098-1113).
- Pedro III. (1114-1133).
- Guido (1134-1152).
- João (1152-1181).
- Rodrigo I Menendez (1181-1182).
- Rodrigo II Fernandez (1182-1218).
- Ordonho (1218-1226).
- Miguel (1226-1270).
- Fernando Arias (1270-1276).
- Juan Martínez (1277-1281).
- Alonso Yáñez (1281-1284).
- Arias Soga (1284-1286).
- Fernando Pérez de Páramo (1286-1294).
- Arias de Medín (1294-1300).
- Rodrigo Martínez (1300-1306).
- Juan Hernández (1307-1318).
- Rodrigo Ibáñez (1319-1327).
- Juan Martínez (1327-1348/9).
- Pedro López de Aguiar (1349-1390), tamén bispo de Tui.
- Lope de Salcedo (1390-1403).
- Juan de Freijo (1403-1409).
- Juan Enríquez (1409-1417).
- Fernando de Palacios (1418-1434).
- Álvaro Pérez de Osorio (1434-1440).
- García Martínez de Bahamonde (1440-1445) (1ª vez), tamén bispo de Tui e Ourense.
- Pedro Silva e Tenorio (1445-1447).
- García Martínez de Bahamonde (1447-1475) (2ª vez).
- Alonso Enríquez de Lemos (1476-1494/5).
- Alonso Suárez de la Fuente del Sauce (1495-1500).
- Diego Ramírez de Guzmán (7-II-1500 - 26-VI-1500) (tamén bispo de Catania).
- Pedro Ribera (1500-1530).
- Martín Tristán Calvete (1534-1539) (tamén bispo de Oviedo).
- Juan Suárez Carvajal (1539-1561).
- Francisco Delgado López (1561-1566) (tamén bispo de Xaén).
- Fernando Vellosillo Barrio (1567-1587).
- Juan Ruíz de Villarán (1587-1591).
- Lorenzo Asensio Otaduy Avendaño (1591-1599) (tamén bispo de Ávila).
- Pedro Castro Nero (1599-1603) (tamén bispo de Segovia).
- Juan García de Valdemora (1603-1612) (tamén bispo de Tui).
- Alfonso López Gallo (1612-1624) (tamén bispo de Valladolid).
- Diego Vela Becerril (1624-1632) (tamén bispo de Tui).
- Juan del Águila, nomeado en 1632, non chegou a tomar pose, por falecemento.
- Diego Castejón Fonseca (1634-1636).
- Juan Vélez de Valdivielso (1636-1641) (tamén bispo de Ávila).
- Pedro Rosales Encio (1641-1642).
- Juan de la Serena Sánchez Alonso de Guevara (1643-1646).
- Juan del Pozo Horta, O.P. (1646-1650) (tamén bispo de León).
- Francisco de Torres Sánchez de Roa (1650-1651).
- Juan Bravo Lasprilla (1652-1660).
- Andrés Girón (1660-1664).
- Matías Moratinos Santos (1664-1669).
- Juan Asensio (1669-1673) (tamén bispo de Ávila).
- Juan Aparicio Navarro (1673-1680) (tamén bispo de León).
- Antonio Medina Cachón y Ponce de León (1680-1685) (tamén bispo de Cartagena).
- Miguel de Fuentes y Altossano (1685-1699).
- Lucas Bustos de la Torre (1700-1710).
- Andrés Capero Agramunt, O. Carm. (1713-1719).
- Manuel Santa Maria Salazar (1720-1734).
- Cayetano Gil Taboada (1735-1745) (tamén arcebispo de Santiago de Compostela).
- Juan Bautista Ferrer y Castro (1745-1748).
- Francisco Izquierdo y Tavira, O.P. (1748-1762).
- Juan Sáenz de Buruaga (1762-1768) (tamén arcebispo de Zaragoza).
- Francisco Armañá Font, O.S.A. (1768-1785) (tamén bispo de Tarragona).
- Antonio Páramo Somoza (1785-1786).
- Felipe Peláez Caunedo (1786-1811).
- José Antonio de Azpeitia y Sáenz de Santa María (1814-1824) (tamén bispo de Cartagena).
- Hipólito Antonio Sánchez Rangel de Fayas, O.F.M. (1824-1839).
- Santiago Rodríguez Gil, O.P. (1847-1857).
- José de los Ríos Lamadrid (1857-1884).
- Gregorio María Aguirre García, O.F.M. (1885-1894) (tamén bispo de Burgos e Toledo).
- Benito Murúa y López (1894-1909) (tamén bispo de Burgos).
- Manuel Basulto y Jiménez (1909-1919) (tamén bispo de Xaén).
- Plácido Ángel Rey de Lemos, O.F.M. (1919-1927).
- Rafael Balanzá y Navarro (1928-1960).
- Antonio Oña de Echave (1961-1979).
- Xosé Gómez González (1980-2007).
- Alfonso Carrasco Rouco (2007-...).

### Outros artigos
- Diocese de Lugo.

### Ligazóns externas
- Diocese de Lugo